# Giuseppe Rizzo
Giuseppe Rizzo (Messina, 18 marzo 1991) è un calciatore italiano, centrocampista della Messana.

## Carriera

### Club
Rizzo cresce nelle giovanili del Messina; gioca infatti nelle squadre Allievi e Giovanissimi della squadra siciliana. Dopo il fallimento societario si trasferisce alla Reggina. Il suo esordio in prima squadra avviene il 26 novembre 2009, nella partita persa 4-1 dai calabresi contro il Palermo e valevole per il quarto turno della Coppa Italia 2009-2010. Disputa inoltre 3 partite nel corso della Serie B 2009-2010. Nella stagione 2010-2011 colleziona 36 partite in campionato, e grazie alle sue buone prestazioni viene convocato nella Nazionale Under-21 allenata da Ciro Ferrara.
Il 22 gennaio 2013 passa al Pescara, in Serie A, in prestito con diritto di opzione sulla partecipazione. Esordisce con la nuova maglia il 27 gennaio, entrando nel secondo tempo della partita contro la Sampdoria, conclusasi con una pesante sconfitta per 6-0. Colleziona 11 presenze in massima serie. Nella stagione 2013/14 gioca con il Pescara in Serie B.
Nella stagione 2014-2015 rientra a Reggio Calabria, in Serie C. Il 7 settembre 2014, in occasione della gara vinta per 2-1 sul campo della Paganese, timbra per la centesima volta il cartellino (tra campionato e Coppa Italia) con la maglia amaranto. Il 2 febbraio 2015, nel corso della sessione invernale di mercato, passa in prestito al Perugia, in Serie B; con gli umbri raggiunge a fine stagione i play-off, persi al turno preliminare contro il Pescara. Il 23 luglio seguente la società perugina acquisisce il giocatore a titolo definitivo. Dopo un altro campionato in Umbria, il 18 luglio 2016 passa in prestito al Vicenza, sempre tra i cadetti.
Il 6 settembre 2017, rimasto svincolato, viene tesserato dalla Salernitana, legandosi fino al 2020 con i granata. Dopo appena tre presenze in campionato, il 18 gennaio 2018 passa in prestito, con obbligo di riscatto in caso di promozione, al Catania. Dopo 20 presenze complessive con il club siciliano, il 16 luglio viene acquistato a titolo definitivo, firmando un biennale con opzione. Giocando con gli etnei fino al 2021. Dopo aver giocato in C con le maglie di Triestina e Pescara, nel gennaio 2022 firma con il Messina, squadra della sua città. Il 10 aprile 2022 segna il goal decisivo nel match casalingo contro il Taranto (1-0), questa vittoria regala ai messinesi la salvezza matematica.
Nella stagione 2022/2023 torna al Catania, ripartito dalla Serie D dopo il fallimento societario. Il 19 febbraio 2024, dopo aver contribuito a riportare il club siciliano in Serie C, risolve anticipatamente il proprio contratto.
Inizia la stagione 2024/2025 con la maglia del Pompei, neopromosso in Serie D. Nel mese di novembre, dopo aver collezionato 9 presenze e 2 reti in campionato con i campani, viene tesserato dal Locri. Dopo una settimana, tuttavia, lascia i calabresi e viene tesserato dalla Messana, formazione messinese militante nel campionato di promozione.

### Nazionale
Rizzo ha esordito in Nazionale Under-21 il 17 novembre 2010, nell'amichevole disputata contro i pari età della Turchia. La seconda presenza è datata 8 febbraio 2011, in occasione della partita amichevole contro l'Inghilterra.

## Statistiche

### Presenze e reti nei club
Statistiche aggiornate al 11 maggio 2025.
| Stagione        | Squadra         | Campionato           | Campionato | Campionato | Coppe nazionali                 | Coppe nazionali | Coppe nazionali | Coppe continentali | Coppe continentali | Coppe continentali | Altre coppe | Altre coppe | Altre coppe | Totale | Totale |
| Stagione        | Squadra         | Comp                 | Pres       | Reti       | Comp                            | Pres            | Reti            | Comp               | Pres               | Reti               | Comp        | Pres        | Reti        | Pres   | Reti   |
| --------------- | --------------- | -------------------- | ---------- | ---------- | ------------------------------- | --------------- | --------------- | ------------------ | ------------------ | ------------------ | ----------- | ----------- | ----------- | ------ | ------ |
| 2009-2010       | Reggina         | B                    | 3          | 0          | CI                              | 1               | 0               | -                  | -                  | -                  | -           | -           | -           | 4      | 0      |
| 2010-2011       | Reggina         | B                    | 36+1       | 1          | CI                              | 1               | 0               | -                  | -                  | -                  | -           | -           | -           | 38     | 1      |
| 2011-2012       | Reggina         | B                    | 34         | 2          | CI                              | 2               | 0               | -                  | -                  | -                  | -           | -           | -           | 36     | 2      |
| 2012-gen. 2013  | Reggina         | B                    | 17         | 0          | CI                              | 2               | 0               | -                  | -                  | -                  | -           | -           | -           | 19     | 0      |
| gen.-giu. 2013  | Pescara         | A                    | 11         | 0          | CI                              | 0               | 0               | -                  | -                  | -                  | -           | -           | -           | 11     | 0      |
| 2013-2014       | Pescara         | B                    | 23         | 0          | CI                              | 1               | 0               | -                  | -                  | -                  | -           | -           | -           | 24     | 0      |
| 2014-gen. 2015  | Reggina         | LP                   | 14         | 0          | CI-LP                           | 1               | 0               | -                  | -                  | -                  | -           | -           | -           | 15     | 0      |
| Totale Reggina  | Totale Reggina  | Totale Reggina       | 104+1      | 3          |                                 | 7               | 0               |                    | -                  | -                  |             | -           | -           | 112    | 3      |
| gen.giu. 2015   | Perugia         | B                    | 8+1        | 0          | CI                              | 0               | 0               | -                  | -                  | -                  | -           | -           | -           | 9      | 0      |
| 2015-2016       | Perugia         | B                    | 30         | 0          | CI                              | 2               | 0               | -                  | -                  | -                  | -           | -           | -           | 32     | 0      |
| Totale Perugia  | Totale Perugia  | Totale Perugia       | 38+1       | 0          |                                 | 2               | 0               |                    | -                  | -                  |             | -           | -           | 41     | 0      |
| 2016-2017       | Vicenza         | B                    | 29         | 1          | CI                              | 2               | 0               | -                  | -                  | -                  | -           | -           | -           | 31     | 1      |
| 2017-gen. 2018  | Salernitana     | B                    | 3          | 0          | CI                              | 0               | 0               | -                  | -                  | -                  | -           | -           | -           | 3      | 0      |
| gen.-giu. 2018  | Catania         | C                    | 16+4       | 1          | CI+CI-C                         | -               | -               | -                  | -                  | -                  | -           | -           | -           | 20     | 1      |
| 2018-2019       | Catania         | C                    | 22+5       | 0          | CI+CI-C                         | 1+0             | 0               | -                  | -                  | -                  | -           | -           | -           | 28     | 0      |
| 2020-2021       | Catania         | C                    | 21         | 0          | CI+CI-C                         | 0+4             | 0               | -                  | -                  | -                  | -           | -           | -           | 25     | 0      |
| 2020-2021       | Triestina       | C                    | 32+1       | 1+0        | CI                              | 2               | 0               | -                  | -                  | -                  | -           | -           | -           | 35     | 1      |
| 2021-gen. 2022  | Pescara         | C                    | 12         | 0          | CI-C                            | 2               | 0               | -                  | -                  | -                  | -           | -           | -           | 14     | 0      |
| Totale Pescara  | Totale Pescara  | Totale Pescara       | 46         | 0          |                                 | 3               | 0               |                    | -                  | -                  |             | -           | -           | 49     | 0      |
| gen.-giu. 2022  | Messina         | C                    | 11         | 1          | CIC                             | -               | -               | -                  | -                  | -                  | -           | -           | -           | 11     | 1      |
| 2022-2023       | Catania         | D                    | 31+2       | 3          | CI-D                            | 1               | 0               | -                  | -                  | -                  | -           | -           | -           | 34     | 3      |
| 2023-feb. 2024  | Catania         | C                    | 5          | 0          | CI-C                            | 1               | 0               | -                  | -                  | -                  | -           | -           | -           | 6      | 0      |
| Totale Catania  | Totale Catania  | Totale Catania       | 106        | 4          |                                 | 7               | 0               |                    | -                  | -                  |             | -           | -           | 113    | 4      |
| 2024-nov.2024   | Pompei          | D                    | 9          | 2          |                                 |                 |                 |                    |                    |                    |             |             |             | 9      | 2      |
| nov. 2024       | Locri           | D                    | 1          | 0          |                                 |                 |                 |                    |                    |                    |             |             |             | 1      | 0      |
| nov.2024-2025   | Messana         | Promozione Siciliana | 13         | 4          | Coppa Italia Promozione Sicilia | 6               | 1               |                    |                    |                    |             |             |             | 19     | 5      |
| Totale carriera | Totale carriera | Totale carriera      | 395        | 16         |                                 | 29              | 1               |                    | -                  | -                  |             | -           | -           | 424    | 17     |

### Cronologia reti e presenze in nazionale
| Cronologia completa delle presenze e delle reti in nazionale ― Italia under 21 | Cronologia completa delle presenze e delle reti in nazionale ― Italia under 21 | Cronologia completa delle presenze e delle reti in nazionale ― Italia under 21 | Cronologia completa delle presenze e delle reti in nazionale ― Italia under 21 | Cronologia completa delle presenze e delle reti in nazionale ― Italia under 21 | Cronologia completa delle presenze e delle reti in nazionale ― Italia under 21 | Cronologia completa delle presenze e delle reti in nazionale ― Italia under 21 | Cronologia completa delle presenze e delle reti in nazionale ― Italia under 21 |
| Data                                                                           | Città                                                                          | In casa                                                                        | Risultato                                                                      | Ospiti                                                                         | Competizione                                                                   | Reti                                                                           | Note                                                                           |
| ------------------------------------------------------------------------------ | ------------------------------------------------------------------------------ | ------------------------------------------------------------------------------ | ------------------------------------------------------------------------------ | ------------------------------------------------------------------------------ | ------------------------------------------------------------------------------ | ------------------------------------------------------------------------------ | ------------------------------------------------------------------------------ |
| 17-11-2010                                                                     | Fermo                                                                          | Italia under 21                                                                | 2 – 1                                                                          | Turchia under 21                                                               | Amichevole                                                                     | -                                                                              | 74’                                                                            |
| 8-2-2011                                                                       | Empoli                                                                         | Italia under 21                                                                | 1 – 0                                                                          | Inghilterra under 21                                                           | Amichevole                                                                     | -                                                                              | 62’                                                                            |
| Totale                                                                         |                                                                                | Presenze                                                                       | 2                                                                              |                                                                                | Reti                                                                           | 0                                                                              |                                                                                |

## Palmarès

### Club

#### Competizioni interregionali
- Serie D: 1

Catania: 2022-2023 (Girone I)

### Competizioni regionali
- Promozione: 1

Messana: 2024-2025 (girone B)
- Coppa Italia Promozione Sicilia: 1

Messana: 2024-2025